# Tornai vár
A tornai vár (szlovákul: Turniansky hrad) Szlovákiában található, a magyar határtól 4 km-re.

## Története
A Torna városa feletti hegyen valószínűleg már előzőleg is állhatott egy földvár. A város és környéke a tatárjárás után Tekus sárosi comes, valamint Both és Baach nevű testvéreinek birtoka volt.
A kővár építéséről egy 1387-es keltezésű oklevél emlékezett meg először, mely szerint ekkor adott engedélyt Zsigmond király a Tekus nemzetséghez tartozó Egyednek és testvéreinek, hogy a tulajdonukat képező Torna település feletti kopár hegyen maguknak várat építsenek. Az itt felépített új vár lett aztán a Tornai család birtokközpontja és lakóhelye. A család azonban 1406-ban fiú utód nélkül halt ki, ekkor Berencsi István kapta meg, aki szintén a Tornay nevet vette fel. E család kihalása után 1440-ben Bebek Imre lett az ura, aki 1448-ban a rigómezei csatában esett el. Ezt kihasználva még 1448-ban a husziták foglalták el, akiktől 1451-ben Hunyadi János foglalta vissza. A település 1476-ban Mátyás királytól mezővárosi rangot kapott. Birtokosai Bebek Ferenc és Bebek Imre a császár pártján álltak, később azonban Bebek Imre János király híve lett.
1556-ban a várat rövid ostrommal Dietrich és Puchheim császári vezérek foglalták el I. Ferdinánd számára, de még az évben kénytelenek voltak feladni Bebek György gömöri főispán hadainak. 1567-ben Mágócsy Gáspár császári serege foglalta el és mivel ebben az évben Bebek György halálával kihalt a Bebek család a vár is császári kézen maradt, aki a Mágócsy családnak adta. 1612-ben Bethlen Gábor hadai szállták meg, de 1624-ben a bécsi békével visszakerült II. Ferdinándhoz. 1652-ben az egri török portyázók dúlták fel a települést, ugyanez megismétlődött 1675-ben is. 1678-ban Teleki Mihály erdélyi kancellár serege a vár alá érkezett, az őrség magyar katonái felkoncolták a német zsoldosokat és átadták az erdélyieknek a posztot. 1679-ben Leslie tábornok ismét visszafoglalta. 1683-ban Ibrahim pasa Thököly Imre seregeivel egyesülve szállta meg a várat. Egy korabeli feljegyzés szerint rövidesen idevonuló Schultz császári generális csapatai harc nélkül szállták meg a kurucok által kiürített várat, amit a bevonuló Habsburg fegyveresek puskaporral több helyen is felrobbantották, a krónikák ezután többé nem említették a várat, mely azóta is pusztul.

## Leírása
A szabálytalan alaprajzú, öregtorony köré épült várat a 16. században bástyákkal erősítettek meg.
A vár bejárata az északnyugati oldalon, egy 3 méter vastag falú rondella mellett nyílik. A várbeli katonaság a bástya lőréseiből ágyútűz alatt tarthatta a nyugati oldalon levő felvezető lankás utat. A hatalmas bástya udvarába érve, bal kéz felől egy újabb kapu állt, ahol egykor a gazdasági helyiségek és raktárak sorakoztak. A lerombolt kapun keresztül a nagyjából téglaalap területű felsővár udvarába lehet feljutni, ahol az egykori öregtorony négyzetes tömbje látható. Elpusztított csonkján  még jól megfigyelhetők az emeleti ajtó és ablaknyílások. Keleti irányba haladva nagyméretű, emeletes palota egyetlen megmaradt kőfala meredezik. A pusztuló épület falában az egykori ablakok omladozó nyílásai sorakoznak. A felsővár déli és keleti oldalát szűk falszoros határolja, aminek a sarkain, kisebb-nagyobb méretű rondellák álltak, az ide helyezett ágyúkkal lőtték a vár védői a meredek hegyoldalra felkapaszkodó ostromló sereget.

## Képgaléria

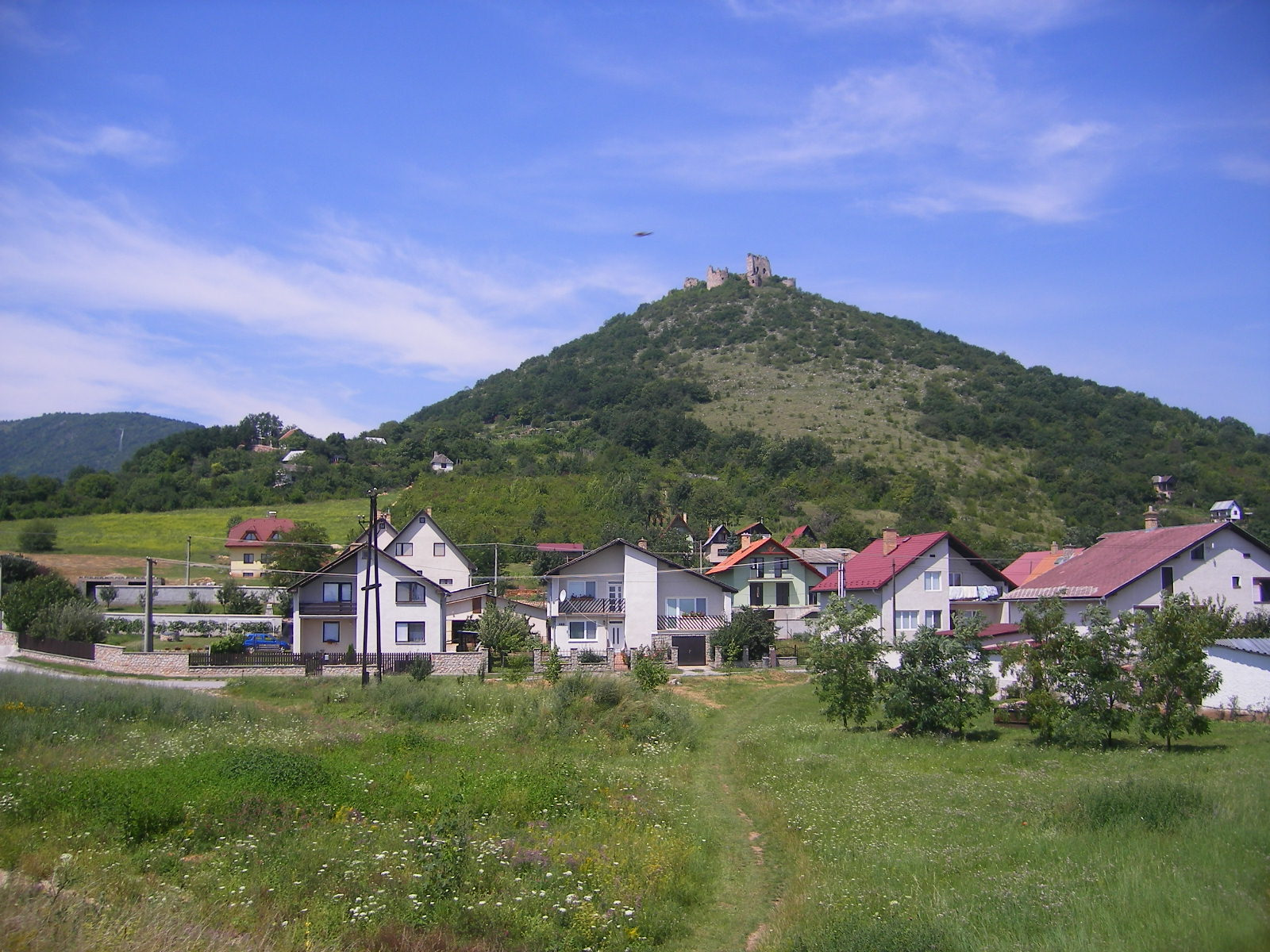
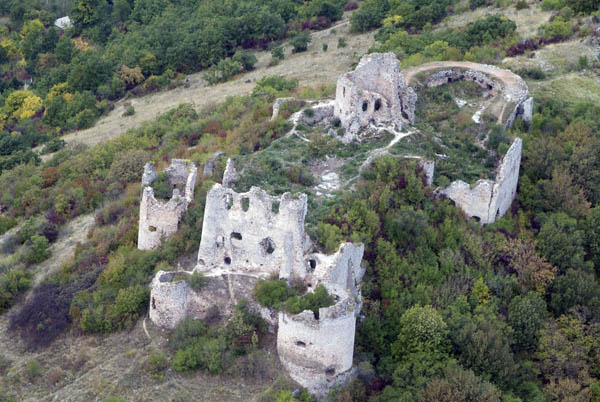
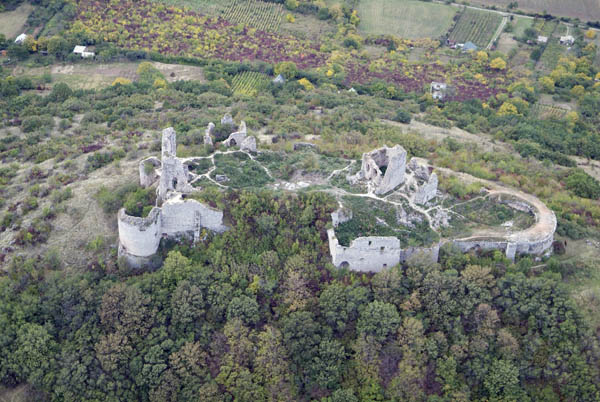
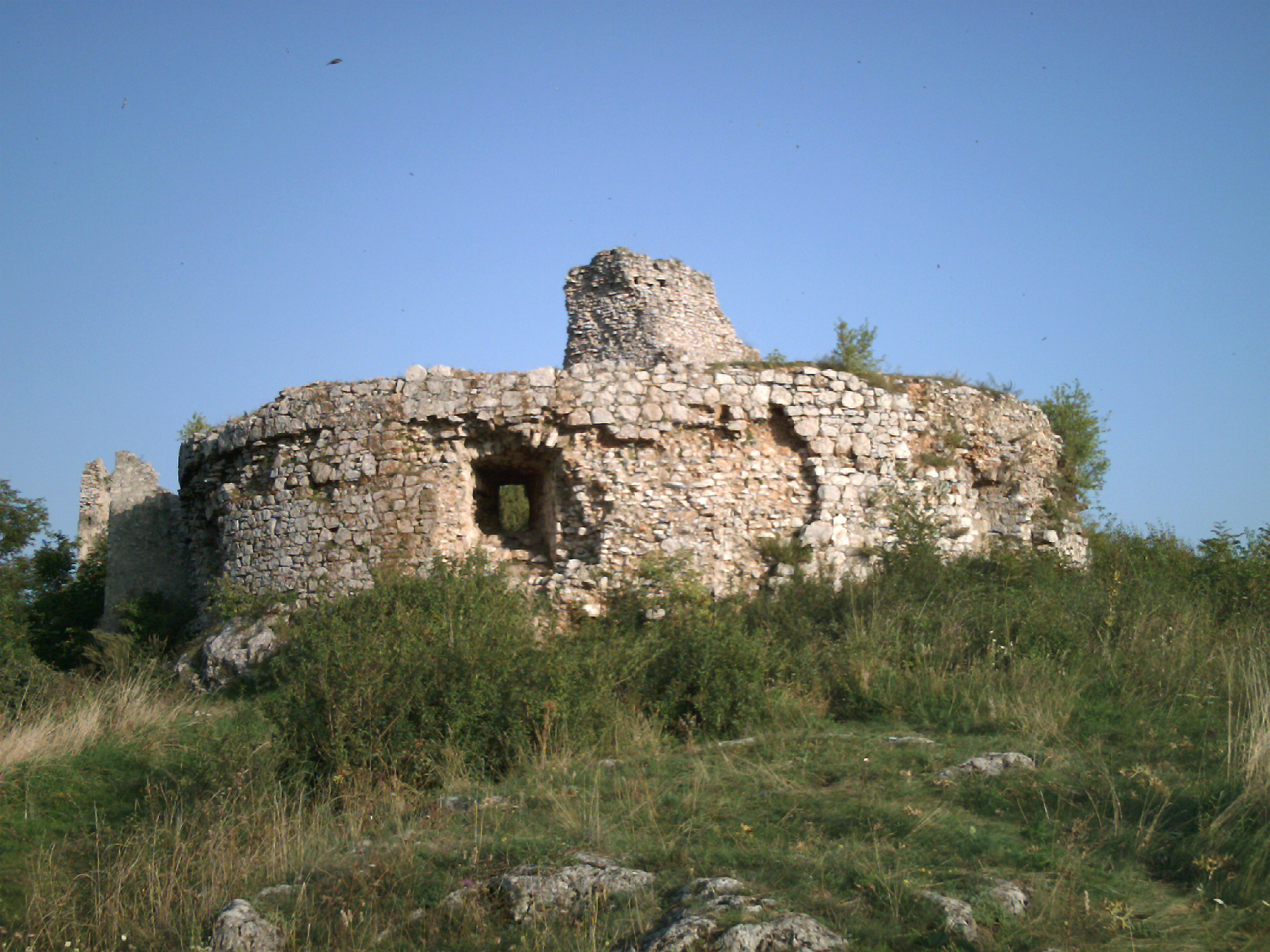
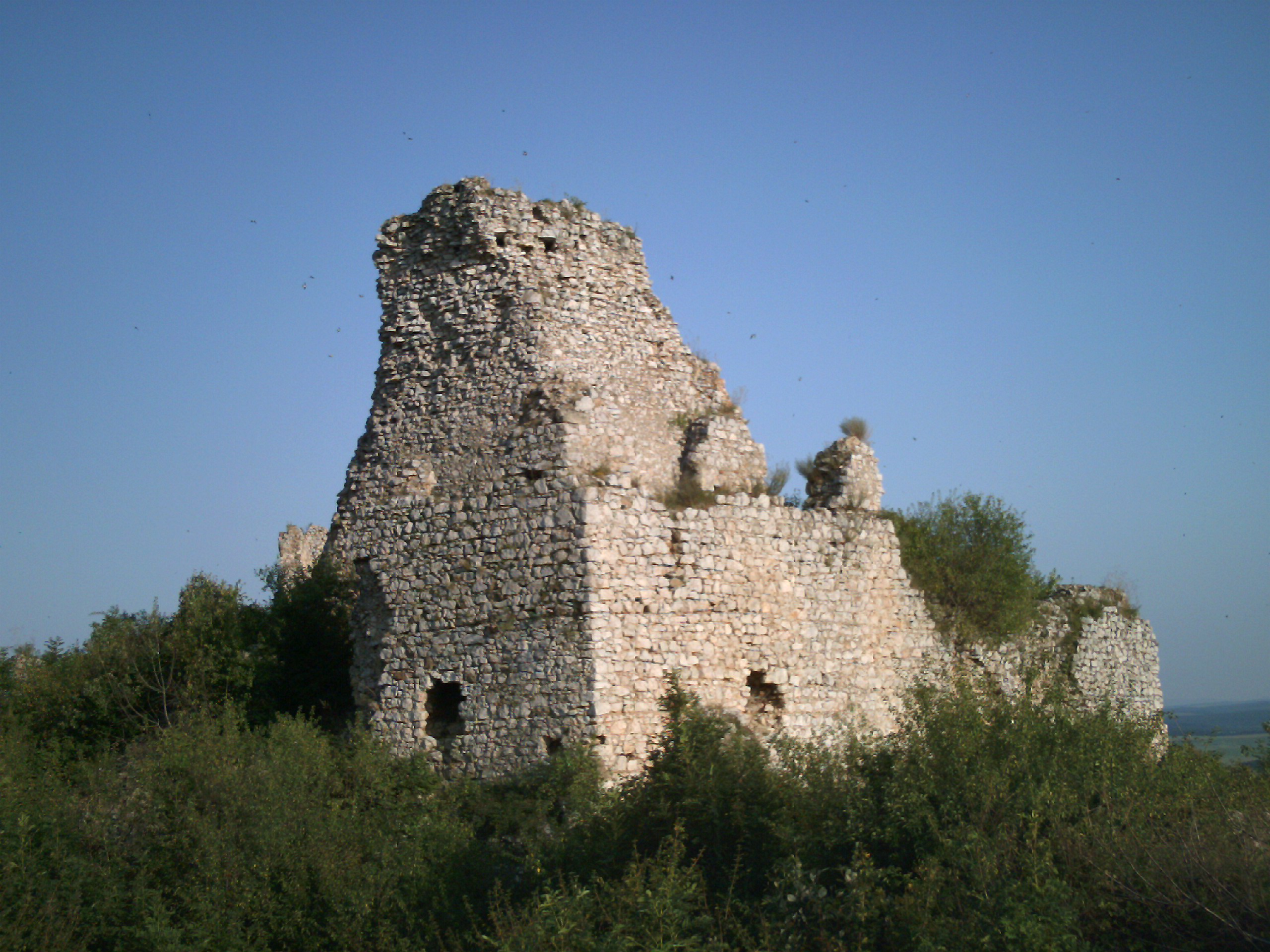

## Külső hivatkozások
- Torna vára – Képes leírás szlovák nyelven, Zamky.sk
- A tornai vár története[halott link] – Tornavidék.info